# Thorame-Basse
Thorame-Basse är en kommun i departementet Alpes-de-Haute-Provence i regionen Provence-Alpes-Côte d'Azur i sydöstra Frankrike. Kommunen ligger  i kantonen Allos-Colmars som ligger i arrondissementet Castellane. År 2022 hade Thorame-Basse 208 invånare.

## Befolkningsutveckling
Antalet invånare i kommunen Thorame-Basse
Referens: INSEE